# Ваддензе
Ва́ддензе (нидерл. Waddenzee) — залив Северного моря между Западно-Фризскими островами и северной частью Нидерландов.
Залив простирается в северо-восточном направлении между Западно-Фризскими островами и материковой частью Нидерландов от провинции Северная Голландия до пролива Вестер-Эмс, постепенно сужаясь от наиболее широкой юго-западной своей части. Южная часть Ваддензе отделена построенной в 1932 году 31-километровой дамбой Афслёйтдейк от залива Эйсселмер. Залив соединён с Северным морем проливами между Западно-Фризскими островами и проливом Марсдип.
Ваддензе большей частью представляет собой обнажающиеся во время отливов прибрежные песчаные отмели (ватты), пересекаемые неглубокими каналами. В центральной части залива расположен остров Гринд.
На берегах залива находятся порты Харлинген и Ден-Хелдер.